# LEDS-150
LEDS-150 Land Electronic Defence System es un sistema de protección activa, desarrollado por Saab Avitronics, una subsidiaria sudafricana de la empresa sueca aeroespacial y de defensa Saab.
El sistema es capaz de contrarrestar la mayoría de las amenazas conocidas contra vehículos blindados con métodos soft-kill y hard-kill.
LEDS-150 consta de sensores de advertencia láser, un controlador de defensa activa ADC-150, varios sensores de seguimiento y confirmación de municiones MCTS, y lanzadores dirigidos de alta velocidad, HSDL, que permiten la combinación de la capacidad de despliegue de contramedidas suaves y duras para la plataforma, pantallas opcionales y arneses de interconexión.
Este sistema utiliza el misil Mongoose-1 de Denel Dynamics para destruir la amenaza entrante a una distancia de 5 a 15 metros del vehículo protegido. LEDS-150 cubre todo el azimut de 360 grados; su cobertura de elevación es de -15 a +65 grados.
El sistema se ha integrado en el vehículo blindado de transporte de personal MOWAG Piranha. y en el T-90 Bhishma indio. 
El ejército sudafricano ha financiado gran parte del desarrollo de este sistema.